# マリオ・プラーツ
マリオ・プラーツ（Mario Praz、1896年9月6日－1982年3月23日）は、イタリア人の美術史家、文学研究者。

## 経歴
1896年、イタリア・ローマに生まれる。ローマ大学法学部と文学部を卒業し、1923年にイギリスへ留学滞在してリヴァプール大学とマンチェスター大学でイタリア文学を講義。1934年ローマに戻り、1966年までローマ大学の英語・英文学科教授をつとめた。若き日はアビ・ヴァールブルクと親交があった。
著書はイギリス文学研究を始め、ジェーン・オースティン『エマ』他多数のイタリア語訳、イタリア・ルネサンス関係等の美術評論など、数十冊を刊行している。
ルキノ・ヴィスコンティ監督『家族の肖像』（1974年公開）で、主人公たる老教授のモデルとされている。

## 受賞・栄典
- 1962年：大英帝国勲章（KBE）を受章。

### 没後の顕彰
- 1995年にローマの邸宅は「マリオ・プラーツ美術館」(MUSEO MARIO PRAZ)として開館[1]した。

ローマのマリオ・プラーツ博物館について、トルコ人作家のオルハン・パムクは、これまで見た中で最も美しい博物館と称えている。

## 著書（日本語訳）
- 『肉体と死と悪魔　ロマンティック・アゴニー』 倉智恒夫、草野重行、土田知則、南條竹則訳　
国書刊行会〈クラテール叢書1〉1986年、単行新版 2000年
- 『バロックのイメージ世界　綺想主義研究』みすず書房、2006年

上村忠男、廣石正和、尾形希和子、森泉文美訳 - 下記・ありな書房版は別訳 　
- 『生の館』 上村忠男監訳、中山エツコ訳、みすず書房、2020年
- 『記憶の女神ムネモシュネ　文学と美術の相関関係』 前川祐一訳、美術出版社、1979年

※以下は「ありな書房」での刊行訳書
- 『蛇との契約　ロマン主義の感性と美意識』 浦一章訳、2002年
- 『ペルセウスとメドゥーサ　ロマン主義からアヴァンギャルドへ』 末吉雄二、伊藤博明訳、1995年
- 『ローマ百景 I 建築と美術と文学と』 伊藤博明、浦一章、白崎容子訳、2009年
- 『ローマ百景 II 建築と美術と文学と』 伊藤博明、上村清雄、白崎容子訳、2006年　
  - 旧版『ローマ百景　建築と美術と文学と』 1999年 - 選書判
- 『ムネモシュネ　文学と視覚芸術との間の平行現象』 高山宏訳、1999年 - 「記憶の女神～」の別訳[3]
- 『官能の庭　マニエリスム・エムブレム・バロック』 若桑みどり・森田義之・白崎容子・伊藤博明・上村清雄訳、1992年
  - 『マニエーラ・イタリアーナ　ルネサンス・二人の先駆者・マニエリスム　官能の庭Ⅰ』 2021年5月
  - 『ピクタ・ポエシス　ペトラルカからエンブレムへ　官能の庭Ⅱ』 2022年5月
  - 『ベルニーニの天啓　一七世紀の芸術　官能の庭Ⅲ』 2022年3月
  - 『バロックの宇宙　官能の庭Ⅳ』 2022年8月 - ※分冊での改訂新版（新保淳乃・改訂訳）
- 『フランチェスコ・ピアンタの奇矯な彫刻　エンブレムのバロック的表象』 伊藤博明訳、2008年
- 『綺想主義研究　バロックのエンブレム類典』 伊藤博明訳、1998年。2分冊
- 『パリの二つの相貌　建築と美術と音楽と 碩学の旅Ⅰ』 伊藤博明、金山弘昌、新保淳乃訳、2023年5月
  - 『オリエントへの旅　建築と美術と文学と 碩学の旅II』 同上、2023年8月
  - 『ギリシアへの序曲　建築と美術と文学と 碩学の旅III』 同上、2023年10月　
  - 『古都ウィーンの黄昏　建築と美術と文学と 碩学の旅IV』 同上、2024年4月
  - 『ピクチャレスクなスペイン－五角形の半島Ⅰ 建築と美術と文学と 碩学の旅Ⅴ』 同上、2024年8月
  - 『セゴビアの奇跡－五角形の半島Ⅱ 建築と美術と文学と 碩学の旅Ⅵ』 同上、2025年4月
  - 『イギリスという水彩画　建築と美術と文学と 碩学の旅Ⅶ』同上、2025年7月

〔論文〕- 数十年前の刊行につき絶版。
- 『エリオットの功罪』 大竹勝編訳、荒地出版社、新版1970年。「イタリア人の意見」
- 『ヘミングウェイ研究 　ヨーロッパにおけるヘミングウェイ』 恒星社厚生閣、1971年 
阿部史郎、幸子訳で「イタリアにおけるヘミングウェイ」[4]

## 洋書
- 論文集『文学、歴史、芸術の饗宴』全10巻〔中島俊郎監修、Eureka Press〕
  - 「1950年－1967年の部  全5巻」 2007年
  - 「1968年－1982年の部  全5巻」 2008年

プラーツを編集主幹とするローマ発の英文学研究の定期刊行誌『English Miscellany　イングリッシュ・ミセラニー』 
1950年から約30年間の英語論文と、プラーツ自身によるイタリア語論文を収録した文献。別冊は監修者による和文解説。

## 関連人物
- エドマンド・ウィルソン　「ロマンティック・アゴニー」を激賞
- ウォルター・ペイター　「全集（3）」（筑摩書房）に作家論を収録、「想像の肖像画」などをイタリア語訳している。
- オスカー・ワイルド　ペイターの弟子の時期もある。
- ルキノ・ヴィスコンティ

### 日本への影響・評価
- 高山宏　邦訳文献の編纂に関わる。
- 澁澤龍彦　著書の中で、多大な影響を受けたと述べている。
- 吉田健一 「ヨーロッパの世紀末」新潮社のち岩波文庫 プラーツに言及している。
- 河上徹太郎　「有愁日記」(新潮社)でプラーツに言及している。
- 富士川義之　ペイター研究で著名な英文学者。